# 藤田拓也
藤田 拓也（ふじた たくや）は、日本の整形外科医。藤田整形外科クリニックの医院長であり、北陸脊椎脊髄外科学会幹事および中部日本整形外科災害外科学会評議員を務める。脊椎手術の分野において知られる医師であり、2018-2019 Best Doctors in Japan、2020-2021 Best Doctors in Japanに選出されている。

## 経歴・人物
福井県出身。1990年に金沢大学医学部を卒業後、福井総合病院・小松市民病院・金沢大学附属病院に勤務。1996年に金沢大学院医学研究科整形外科学専攻を卒業し博士号を取得。同年からジョンズ・ホプキンス大学に留学し、翌1997年7月には金沢大学医学部整形外科学教室助手となる。1999年からは金沢医科大学において講師を務め、2008年からは運動機能病態学の准教授となる。そして2011年1月に藤田整形外科クリニックを設立し、院長となる。
2001年には、椎間板ヘルニアの患者に対する最小侵襲脊椎手術を全国に先駆けて導入している。しかし大学病院では手術の実施に至るまで数ヶ月もの期間を要するため、手術設備などを備えた診療所の開設を思い立ったという。ところが石川中央医療圏は病床過剰地域のため有床診療所の新設が認められず、金沢市内に位置し整形外科手術に対応している木島病院と提携することになった。開業当初から1日に約100人の外来患者がおり、早期に単月黒字化を達成したという。2014年の時点では1日に約250人の患者が来院している。